# Tormenta tropical Arthur (2020)
La Tormenta Tropical Arthur fue una tormenta tropical fuera de temporada relativamente fuerte que impactó la costa este de Estados Unidos en mayo de 2020. La primera depresión y primera tormenta nombrada de la temporada de la temporada de huracanes del Atlántico de 2020, Arthur marcó el sexto año consecutivo récord en la cuenca del Atlántico con un comienzo temprano antes de junio. Originado a partir de una amplia depresión que se formó el 14 de mayo cerca de Cuba, el sistema temprano se desplazó lentamente al sureste de Estados Unidos,  través del Estrecho de Florida durante 2 días, antes de convertirse en una depresión el 16 de mayo al norte de Las Bahamas, comenzando la temporada de huracanes en el Atlántico de 2020. Un día después, el sistema se llamaría Arthur y se desplazaría lentamente hacia el norte hacia los Outer Banks de Carolina del Norte, antes de bordear la misma área y convertirse en un ciclón extratropical el 19 de mayo. El ciclón luego aceleró hacia Bermudas y se disipó el 21 de mayo.
En sus etapas formativas, Arthur entregó fuertes lluvias a los Cayos de Florida y al sur de Florida, y también causó fuertes olas en la mayoría de la costa este de Florida. Las bandas externas del sistema también comenzarían a causar precipitaciones significativas y vientos racheados en los Outer Banks de Carolina del Norte, así como también corrientes de arrastre a lo largo de la mayor parte de la costa sureste.

## Historia meteorológica

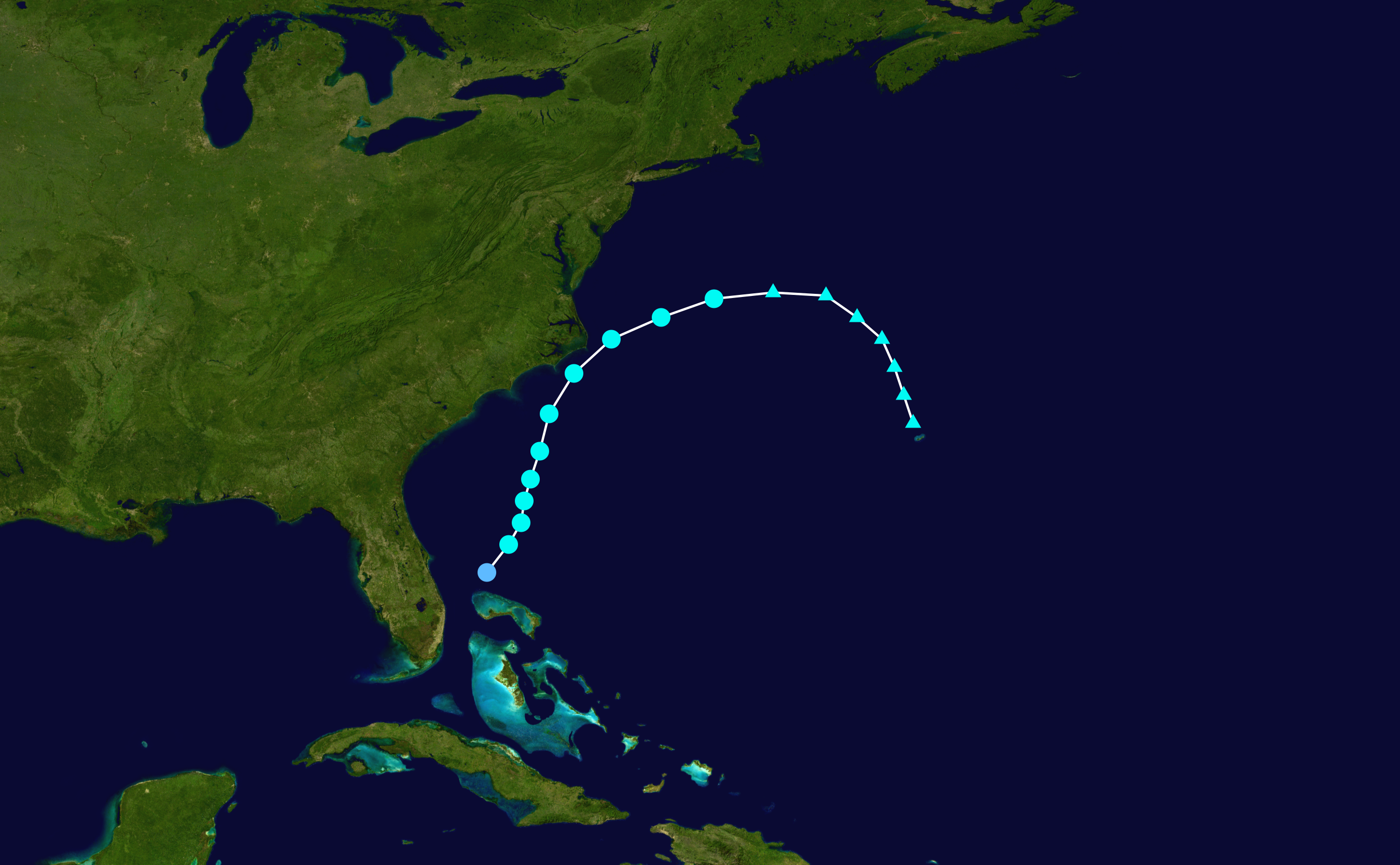
Mapa que traza la trayectoria y la intensidad de la tormenta, de acuerdo con la escala de huracanes de Saffir-Simpson

El 12 de mayo, el Centro Nacional de Huracanes (NHC) emitió una Perspectiva Especial del Clima Tropical (STWO, por sus siglas en inglés) para analizar la posibilidad de un desarrollo subtropical al norte de las Bahamas en los días siguientes relacionado con un amplio sistema de baja presión que se esperaba que se formara cerca de Cuba. Para el 13 de mayo, la actividad de tormentas eléctricas comenzó a aumentar en asociación con un canal en desarrollo cerca del extremo occidental de Cuba, y el Centro Nacional de Huracanes (NHC) consideró que el sistema en desarrollo tenía un 70% de posibilidades de formación subtropical en los próximos 5 días. Varias horas después, el canal se había desarrollado completamente al sur de los Cayos de Florida y comenzó a difundir la actividad desorganizada de la lluvia y las tormentas en toda la región. Un día después, el sistema tuvo una probabilidad media de convertirse en un ciclón subtropical o tropical en las próximas 48 horas. La perturbación comenzó a acelerarse hacia el este, ya que las condiciones se consideraron muy favorables para al menos cierto grado de ciclogénesis subtropical. En este momento, el Centro Nacional de Huracanes (NHC) programó un avión de cazadores de huracanes para investigar el sistema al día siguiente, sin embargo, luego se canceló en el momento en que estaba programado debido a la falta de organización de la actividad convectiva de la tormenta. La convección comenzó a construirse lentamente alrededor del centro a principios del 16 de mayo, y una circulación de bajo nivel (LLC) bien definida comenzó a formarse desplazada un poco al este de las tormentas eléctricas principales. El Centro Nacional de Huracanes (NHC) en respuesta a este aumento del desarrollo envió un grupo de aviones de reconocimiento para investigar el sistema. Durante este vuelo, se encontró un centro de circulación bien definido con vientos de 55 km/h (35 mph), envueltos principalmente alrededor de la circulación, permitiendo que el Centro Nacional de Huracanes (NHC) actualice el bajo a la Depresión tropical Uno, la primera tormenta de la temporada, a las 18:00 UTC del 16 de mayo a unas 110 millas (177 km) al este de Melbourne, Florida. El sistema se consideraba tropical en lugar de subtropical debido a la convección profunda central persistente y un radio de vientos estrecho.
Varias horas después de la designación como depresión tropical, el Centro Nacional de Huracanes (NHC) envió a otro grupo de cazadores de huracanes para investigar más el sistema. Según el reconocimiento, se había confirmado que los vientos con fuerza de tormenta tropical se habían mantenido al este y al sureste del centro de circulación. Estos datos permitieron descubrir que la depresión se había convertido en una tormenta tropical y se le dio él nombre de Arthur a las 00:00 UTC del 17 de mayo, a unas 165 millas (265 km) al este-noreste de Cabo Cañaveral, Florida, convirtiendo a Arthur en la primera tormenta nombrada de la temporada. Dirigido generalmente hacia el norte-noreste durante las próximas horas, Arthur permanecería lejos de las costas de Florida y Georgia. Un canal de nivel medio centrado sobre los Estados Unidos hizo que Arthur fuera empujado lentamente hacia el noreste sobre una sección de aguas relativamente frías y, como resultado, la mayor parte de la convección de la tormenta se limitó al este de la circulación en forma de una banda bien definida, mientras que el resto de la circulación permaneció mayormente expuesto. A pesar de estas condiciones desfavorables, los aviones de reconocimiento encontraron a Arthur ligeramente más fuerte con vientos de 48 kt a nivel de vuelo y 37 kt cerca de la superficie, a pesar de que su aparición en el satélite se degradó significativamente durante las últimas horas. Poco cambiaría la intensidad y la apariencia de Arthur hasta que se moviera sobre las aguas más cálidas de la Corriente del Golfo, donde la convección profunda comenzó a desarrollarse rápidamente sobre el centro. Además de un nuevo desarrollo en convección, Arthur se intensificó más a una presión central mínima de 990 mbar y con vientos sostenidos de 95 km/h (60 mph). A medida que Arthur se intensificaba, su centro bordeaba la costa de los Outer Banks en Carolina del Norte, pasando a solo 20 millas al sureste de Cabo Hatteras. Este fue uno de los primeros impactos de ciclones tropicales en los Estados Unidos desde la tormenta tropical Ana de 2015. A medida que una cresta se fortalecía hacia el norte, Arthur comenzó a ser alejado de la costa de Carolina del Norte y un aumento en la cizalladura del suroeste, así como el comienzo de la transición extratropical, comenzaron a separar la actividad convectiva principal de la tormenta de la LLC. La tormenta completó este proceso a las 12:00 UTC del 19 de mayo a 350 millas (563 km) al este-noreste de Cabo Hatteras y se convirtió en un ciclón extratropical a medida que se desarrollaba un frente cálido detrás de la LLC ahora casi completamente expuesta, donde se emitió el último aviso sobre el sistema al noroeste de Bermudas.

## Preparaciones e impacto

### Estados Unidos

#### Florida

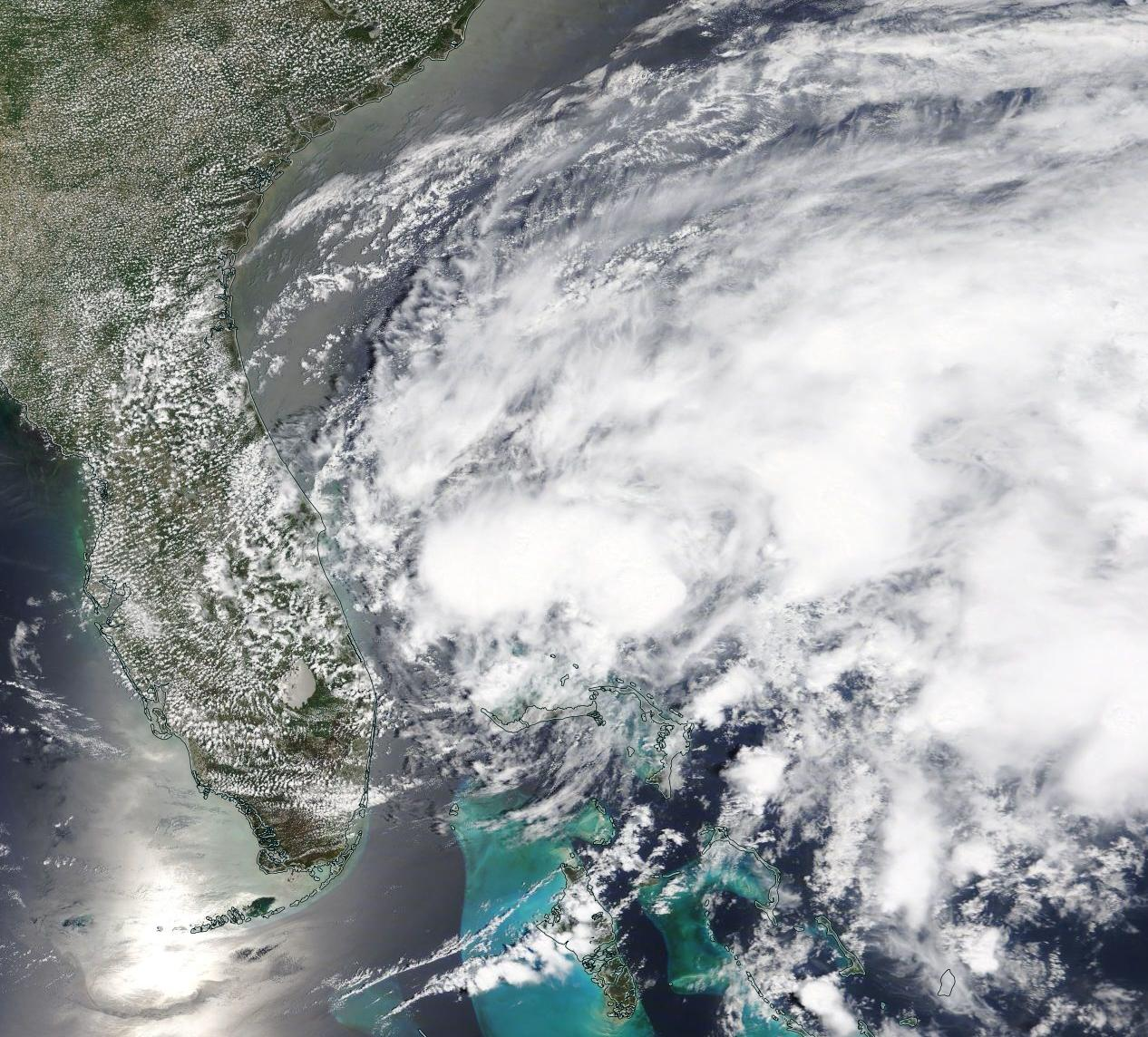
La Depresión Tropical Uno que afectó a Florida el 16 de mayo de 2020

Aunque Arthur nunca impactó directamente a Florida como un sistema tropical, el sistema precursor de Arthur causó fuertes lluvias, vientos racheados y condiciones de agua peligrosa en los Cayos de Florida y Florida del Sur durante el 13 y 14 de mayo. Más de 4 pulgadas (101,6 mm) de lluvia cayeron en muchas secciones de Middle Keys y un total de precipitaciones máximas de 5,35 pulgadas (135,8 mm) cayeron en Marathon el 14 de mayo, donde fue la décima cantidad más alta de lluvia registrada en la ciudad y segundo más para mayo. El 14 de mayo se emitieron advertencias de inundaciones repentinas para grandes porciones del condado de Miami-Dade, donde se informaron inundaciones en las calles. Las ráfagas de viento de fuerza de tormenta tropical, así como las trombas, provocaron que se emitieran advertencias de vendaval y advertencias marinas especiales en la mayoría del sur de la Florida. Las corrientes de resaca en Florida llevaron a los rescates de 70 personas en el condado de Volusia, 3 de los cuales fueron hospitalizados. En San Petersburgo, un gran árbol fue arrancado de raíz por los fuertes vientos de una línea de turbonada. Los rayos de las bandas de lluvia de Arthur provocaron un incendio en una casa en el norte de Naples. Nadie resultó herido y el daño estimado fue de 50.000 dólares. Un observador meteorológico capacitado informó de un granizo del tamaño de una moneda de cinco centavos en Wellington. En la misma ciudad, un cazador de tormentas informó de una nube en forma de embudo. Se registraron ráfagas de viento con fuerza de vendaval en Coconut Grove, lo que provocó que un gran árbol cayera sobre una casa. En Hollywood, las fuertes lluvias hicieron que el techo colapsara sobre un niño de 5 años y otro miembro de la familia. Los escombros golpearon al niño en la cabeza y lo llevaron al hospital. En Davie, el techo de un patio se derrumbó, destruyendo muebles. En la misma localidad, un hombre se encontraba en estado crítico tras ser electrocutado mientras arreglaba un aparato electrónico bajo la lluvia. Los daños en Florida alcanzaron los $ 112,000.

#### Carolina del Norte
El 16 de mayo, se emitieron alertas de tormenta tropical desde Surf City a Duck y Pamlico Sound a Albemarle Sound con la designación de la depresión tropical Uno. Un día después, estas alertas se actualizaron a advertencias de tormenta tropical cuando Arthur se acercó a los Outer Banks. A fines del 17 de mayo, ya se estaban experimentando condiciones difíciles de oleaje en la parte sur de los Outer Banks. El Servicio Meteorológico Nacional también señaló que la marejada ciclónica podría causar algunas inundaciones costeras y condiciones marinas peligrosas. El gobernador Roy Cooper instó a todos los residentes en el este de Carolina del Norte a mantenerse "muy conscientes" de la tormenta, y que no deben "arriesgarse" con las duras condiciones del mar..

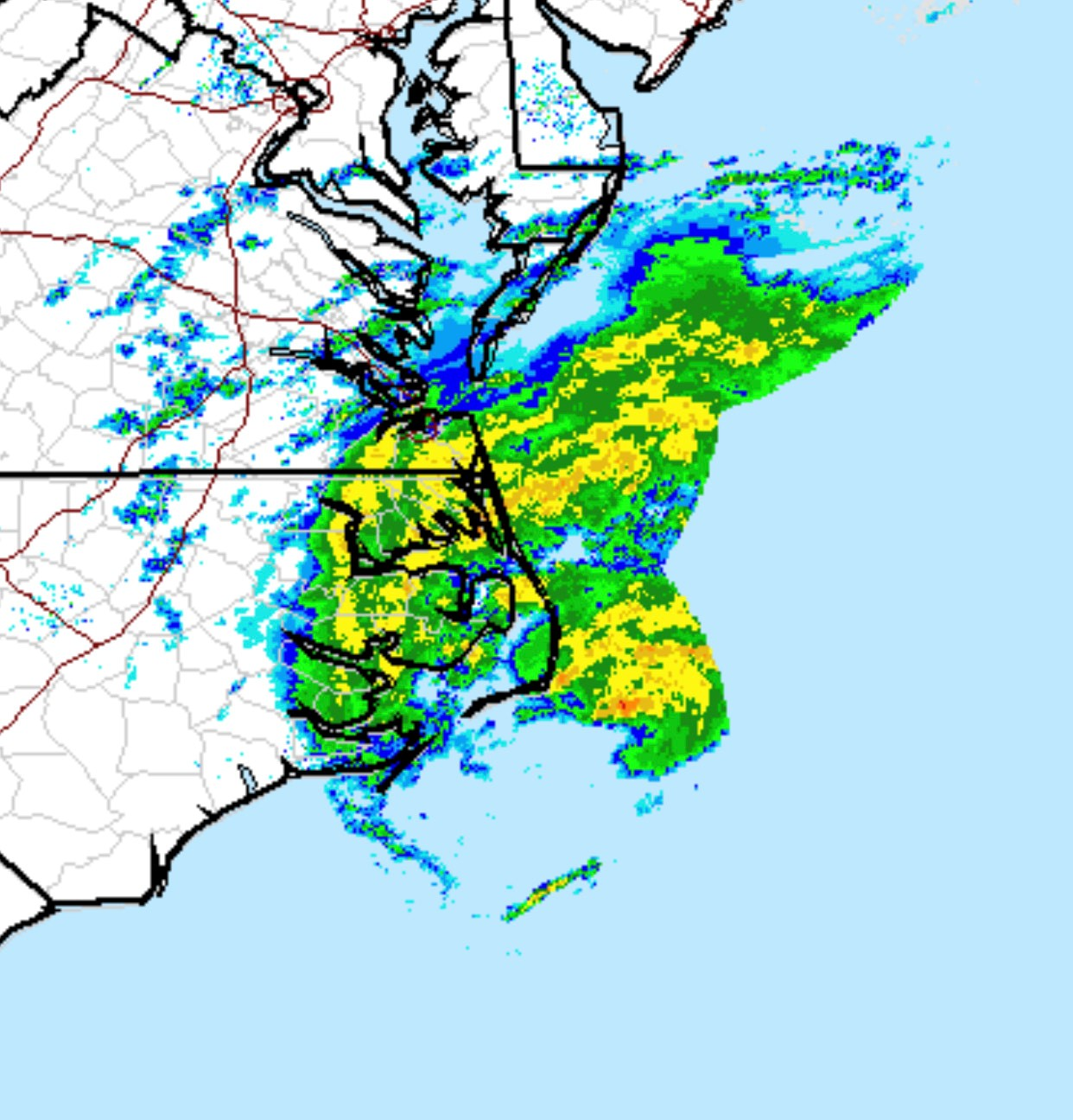
Arthur en su acercamiento más cercano a Carolina del Norte en el radar el 18 de mayo

El 18 de mayo, Arthur comenzó a raspar la costa sur de Carolina del Norte, donde el Centro Nacional de Huracanes advirtió sobre una inundación potencialmente mortal. Las lluvias torrenciales ocurrieron cuando las bandas de lluvia exteriores de Arthur rasparon el este de Carolina del Norte. 4.92 pulgads de lluvia cayeron en Newport en 6 horas, y muchos otros lugares registraron al menos 3 pulgadas de lluvia de la tormenta. También se registraron ráfagas de viento con fuerza de tormenta tropical en el Cabo Hatteras, pero la mayoría de los vientos sostenidos más altos permanecieron en alta mar debido a la naturaleza desigual de Arthur. Los únicos vientos sostenidos de 1 minuto con fuerza de tormenta tropical fueron en el puente del Río Alligator en el Condado de Tyrrell. Otras secciones del condado de Carteret en Carolina del Norte registraron al menos 4-5 pulgadas de lluvia el 18 de mayo. Se registraron alturas de olas de hasta 12.5 pies (3.8 m) de boyas a lo largo de la costa de los Outer Banks debido a Arthur. Debido a las inundaciones de Arthur, se cerraron muchas carreteras en Outer Banks y hacia en la parte continental de Carolina del Norte. SpaceX también se vio obligado a retrasar el lanzamiento de varios satélites de Internet Starlink debido al clima adverso de Arthur que afecta a la flota de recuperación. Cuando Arthur se alejó de la costa, se levantaron las advertencias de tormenta tropical a medida que las condiciones mejoraron gradualmente más tarde en la noche.

#### En otras partes
Se levantaron banderas púrpuras y rojas a lo largo de las costas de Georgia y Carolina del Sur para alertar al público sobre las corrientes de resaca y las condiciones peligrosas de surf. Olas de 3-6 pies (0.9-1.8 m) de altura ocurrieron en la costa de Georgia el 17 de mayo. En el Condado de James City, Virginia, se informó de inundaciones costeras moderadas en algunos lugares. En el sur de Nueva Jersey, el ciclón post-tropical Arthur, junto con una gran baja en el nivel superior al oeste, causó inundaciones costeras y fuertes vientos en las ciudades de la costa de Nueva Jersey. Se informó que las líneas eléctricas cayeron en varias ciudades. Los árboles fueron derribados en Atlantic City Expressway y en la ruta 30 de EE. UU en el municipio de Mullica.

### Caribe

#### Cuba y Las Bahamas
Los informes de fuertes lluvias ocurrieron en las partes del norte de la provincia de Granma en Cuba durante el 15 de mayo debido al amplio sistema. Los medios de comunicación de las calles y casas inundadas mostraron daños significativos en ciertas áreas de la provincia, donde cayeron 78 mm (3.07 pulgadas) de lluvia en Bayamo en solo 4 horas. En las Bahamas, se produjeron condiciones de turbonada en la isla de Gran Bahama, donde muchos todavía se estaban recuperando de los efectos adversos del Huracán Dorian. Los vientos racheados dañaron las carpas y otros refugios temporales en toda la isla, y la lluvia causó algunas inundaciones mínimas.. Los impactos fueron relativamente limitados, ya que los vientos más fuertes de la perturbación se ubicaron al este del centro, que estaba a cientos de millas al norte de la isla.

### Bermudas
Los restos extratropicales de Arthur trajeron vientos huracanados a las Bermudas. Se registró un viento sostenido de 45 mph (72 km/h) en un sitio de observación meteorológica en Pearl Island, Bermuda. Además, se registró una ráfaga de 101 km/h (63 mph) en el mismo lugar.